# Tourves
Tourves là một xã, thuộc tỉnh Var trong vùng Provence-Alpes-Côte d’Azur, Pháp. Xã này có diện tích 65,62 km², dân số năm 2006 là 4641 người. Xã này nằm ở khu vực có độ cao trung bình 296 mét trên mực nước biển.

## Biến động dân số
| Năm | 1962  | 1968  | 1975  | 1982  | 1990  | 1999  | 2006  |
| --- | ----- | ----- | ----- | ----- | ----- | ----- | ----- |
| Dân số | 1 562 | 1 648 | 1 844 | 2 137 | 2 788 | 3 428 | 4 641 |
| From the year 1962 on: No double counting—residents of multiple communes (e.g. students and military personnel) are counted only once. |       |       |       |       |       |       |       |